# Ануел АА
Емануел Газмей Сантиаго (роден на 26 ноември 1992), известен като Ануел АА, е пуерторикански рапър и певец. През 2019 печели Billboard Latin Music Award за нов изпълнител на годината. Издава четири албума – Real Hasta la Muerte (2018) (превод от испански: „Верен до края“), Emmanuel (2020), Los Dioses (превод от испански: „Боговете“), колаборативен албум с пуерториканския певец Осуна, Las Leyendas Nunca Mueren (превод от испански: „Легендите никога не умират“) и LLNM2.

## Биография

### Ранни години
Ануел АА израства в жилищен проект в Каролина, Пуерто Рико. Баща му Жозе Газмей е бил вицепрезидент на пуерториканския отдел на Sony Music Entertainment A&R. Когато Ануел АА е бил дете, баща му е работил в студиото със салса артисти като Héctor Lavoe и Fania All-Stars. Въпреки че не се е почитател на жанра салса, той припомня, че виждането на баща му да работи с тези изпълнители е вдъхнал интерес към звукозаписната индустрия. Като тийнейджър идолизира Тупак Шакур и се опитва да подражава на стила му на обличане, по-специално набляга на бижутата. Говорейки за това как възпитанието му в проектите е повлияло на музиката, Ануел АА заяви: „Музиката ми говори душата ми, буквално. Това е духовно. Има много чувства, много болка. Това е моят опит с израстването на улицата.“
Започва да записва музика на четиринадесет години и започва да публикува музика онлайн на 18 години през 2010 г. Песните му събират милиони гледания и в крайна сметка привлича вниманието на американския рапър Рик Рос, който подписва с него договор, за да бъде част от латинското подразделение на музикалната група Maybach. Неговият микстейп Real Hasta La Muerte бе пуснат през февруари 2016 г. и получи положителни отзиви от критиците. Успехът на този микстейп дава възможността на Anuel AA да бъде гост в албума на Ozuna от 2017 г. „Odisea“.

### Затвор и първи албум
През април 2016 г. Ануел АА е арестуван в Гуайнабо, Пуерто Рико и осъден на 30 месеца във федералния затвор за незаконно притежание на три огнестрелни оръжия. Билборд отбелязва, че латино трапът нараства популярността си, докато Ануел АА е в затвора, като пише: „Ануел остана зад решетките, докато навън музиката му процъфтява.“ Той направи това, като предимно записа вокалите си по телефона и се възползва от задължителния си престой в Маями, за да завърши албума си.
На 17 юли 2018 Ануел АА е освободен от затвора и в точно този ден пуска дебютния си албум Real Hasta la Muerte. Rolling Stone включи албума в списъка си с най-добрите латински албуми за 2018 г., отбелязвайки, че изпълнителят „демонстрира впечатляващи поп инстинкти“ и допълнително коментира. „Real Hasta la Muerte“ достига номер 42 в Billboard 200 и оглави класацията на US Top Latin Albums.
Ануел прави първия си хит на Billboard Hot 100 през август 2018 г. с участието си с американския рапър 6ix9ine върху песента „Bebe“. Шест месеца след издаването на албума, Ануел АА прави вокали за единадесет сингъл-класации на Billboard Hot Latin Songs, включително „Ella Quiere Beber“ с участието на Ромео Сантос.
Ануел е гост в дебютния албум на 6ix9ine Dummy Boy, като взема участие в песента Mala.
Той също така си сътрудничи с Ники Минаж в песента Familia за саундтрака на Spider-Man: Into the Spider-Verse, издаден през декември 2018 г.
През януари 2019 г. рапърът пуска сингъла Secreto с колумбийската певица Карол Джи, потвърждавайки романтичната връзка между двамата изпълнители в придружаващия музикален клип на песента. Сингълът достигна номер 68 в класацията Billboard Hot 100 и номер пет в класациите на Hot Hot Songs на САЩ. Песента е вдъхновена от периода от време, в който Ануел АА и Карол Джи се срещат, но все още не са обсъждали публично връзката си.

### „China“ и „Emmanuel“
През юли 2019 Ануел пуска песента „China“ заедно с Осуна, Daddy Yankee, Карол Джи и J Balvin. Песента наподобява на тази на Шаги It Wasn't Me. China дебютира като номер две в класацията за горещи латински песни на Billboard по емисията от 3 август 2019 г. и оглави класациите на Latin Digital Songs и Latin Streaming Songs с 1000 продадени изтегляния и 14,1 милиона потока. „China“ беше включена в списъка на Roling Stone за 10-те най-добри клипа на латино музика от юли.
През януари 2020 г. Ануел АА взема участие в песента на Шакира „Me Gusta“. Той участва в албума YHLQMDLG на Bad Bunny за 2020 г. на песента „Está Cabrón Ser Yo“. На 3 април 2020 г. Ануел АА пусна хита 3 De Abril, който отбелязва деня, в който изпълнителят е арестуван. Песента отразява неговата загрижена младост и предизвикателствата, с които се сблъсква, докато е в затвора. Също през април 2020 г. Ануел АА пусна сингъла и видеото за „Follow“ с Карол Джи, като двамата записват клипа изцяло по време на карантината в Маями поради пандемията от COVID-19.
На 29 май 2020 Anuel AA издава втория си албум „Emmanuel“. Първоначално е планирал да издаде албума през април, но отлага датата поради пандемията от COVID-19. По отношение на заглавието на албума, изпълнителят обясни: „Това е моето име и означава Бог с нас“. Исках албумът да има добро настроение. Това е моят живот, превърнат в музика." Участие в албума на пуерториканеца вземат влиятелни певци като Bad Bunny, Енрике Иглесиас, Травис Баркър, Лил Уейн, Карол Джи и Фаруко.

### Отказване от музиката и завръщане
През ноемвтри Ануел сменя профилната си снимка в Инстаграм със следното описание: „Ще се видим на Грами и след това... няма да пея повече!“. Той заяви, че след 21-вите Латино Грами награди се отказва от музиката.
На 19 ноември Ануел АА пуска в социалните мрежи прощалния трак Me Contagie 2, където разказва за отказването си от музиката. Една от причините за това е, че иска да обръща повече внимание на сина си Пабло, който настоява за пенсионирането му. Именно на същия ден се състояха и латино наградите на Грами в Маями. Това бе и последното му участие на сцената, където изпълни две от песните си от албума Emmanuel – Estres Postraumatico и El Manual. Въпреки седемте номинации Ануел не спечели нито една Грами награда.
На 19 януари Ануел АА обяви, че се завръща към музиката и заедно с Осуна обявиха колаборативен албум Los Dioses (превод: „Боговете“), който излезе на 22 януари (петък). Албумът съдържа 12 песни и е с обща продължителност от 42 минути.

### „Las Leyendas Nunca Mueren“
През юни 2021 година мениджърът на Ануел АА Фрабиан Ели сподели, че третият студиен албум на Ануел ще бъде пуснат през юли, като ще съдържа само два регетон проекта, а останалите ще бъдат трап песни. Самият Ануел обяви в края на юли, че албумът няма да бъде издаден. За сметка на това той взе участие в албума на Поп Смоук Faith в песента Mr Jones. Това е и неговият първи сингъл, в който пее на английски език.
През август Ануел пусна две песни – Los De Siempre с Крис Джедай и 23 Preguntas, посветена на неговата бивша съпруга Карол Джи. Именно в последния трак обяви името на идващия четвърти албум – Las Leyendas Nunca Mueren (превод: „Легендите никога не умират“).
В началото Ануел АА си партнира с Джей Кортес в песента Ley Seca, част от албума Timelezz. На 28 октомври издаде и първия сигнъл от предстоящия албум – Dictadura. На 3 ноември Ануел взе участие в музикалните сесии на аржентинския продуцент Bizarrap ("Anuel AA: Bzrp Music Sessions, Vol. 46"), като видеото на трака събра 10 милиона гледания за 24 часа. По-късно Ануел АА пусна още два сингъла от третия му предстоящ студио албум, Leyenda и Subelo.
На 20 ноември Ануел АА обяви, че албумът Las Leyendas Nunca Mueren (превод: „Легендите никога не умират“) ще бъде издаден на 26 ноември и песните ще бъдат 16. В проекта вземат участие Джей Кортес, Майк Тауърс, Еладио Карион и Мора. Албумът съдържа 10-минутно интро с вокалите на Nengo Flow и Тауърс, римейк на известната песен на големия кубински певец Карлос Варела Una Palabra, а последният трак Ultima Cancion наподобява на Ready or Not на Fugees.

## Личен живот
Ануел АА има син на име Пабло Ануел от бившата си съпруга Астрид Куевас и дъщеря на име Катлея от бившата си съпруга Yailin la Mas Viral. 
Ануел АА се среща с колумбийската певица Карол Джи през август 2018 г. на снимачната площадка на музикалното видео за песента „Culpables“, месец след освобождаването му от затвора. През януари 2019 г. Ануел АА и Карол Джи потвърдиха връзката си. На 25 април 2019 г. Карол Джи пристигна на латино музикалните награди на Billboard, носеща диамантен сватбен пръстен, потвърждаващ годежа на двойката. През март 2021 бе обявено, че двамата артисти са се разделили.
В началото на 2022 Ануел се жени за доминиканската певица Yailin la Mas Viral, като двойката обяви, че очаква дете през 2023. В началото на 2023 двойката обяви раздялата си.

## Дискография
- Real Hasta la Muerte (2018)
- Emmanuel (2020)
- Los Dioses с Осуна (2021)
- Las Leyendas Nunca Mueren (2021)
- LLNM2 (2022)

1. ↑  elcomercio.pe